# Гаврил Стефановић Венцловић
Гаврило „Гаврил“ Стефановић Венцловић (1680—1749) био је српски свештеник, илуминатор, иконописац, преводилац и песник који је живео у 18. веку.
Био је један од првих и најзначајнијих представника српске барокне књижевности (иако је деловао у првој половини 18. века, када су се барокни токови у српској књижевности појавили крајем 17. века). Најважнији Венцловићев научни допринос био је у развоју народног језика на ономе што ће век касније постати српски књижевни језик. Остао је упамћен и као један од првих српских просветитеља, ученик Кипријана Рачанина.

## Биографија
Рођен је у Срему, а име Стефановић носио је по свом оцу Стефану, док на грчком Стефан значи венац одакле долази име Венцловић 1690. године је из Срема прешао у Сентандреју, где је похађао иконописачку и књижевну школу калуђера Кипријана Рачанина (по Манастиру Рачи). Манастир Рача, крај Дрине, био је можда једини преостали расадник српске писмености. Када су и њега Турци спалили 1688. године, Кипријан са великим бројем рукописа прелази у Угарску. Када је Гаврил 1717. године завршио школу, живео је као путујући црквени беседник (што је у оно доба било једно од занимања) по српским насељима у горњем Подунављу, у градовима Сентaндреји, Ђуру, Коморану и Острогону (у данашњој Мађарској). Академик Павле Ивић за њега каже да је био: „проповедник ђурски, коморански и даровит и неуморан писац... богослов, беседник и песник“. Преминуо је 1749. године у Сентандреји.
Он је у српску азбуку увео слова ћ, ђ и џ, и радио на поправци правописа стотину година пре Вука, па је тако био претеча и Доситеја Обрадовића и Вука Караџића.
Венцловић је за собом оставио 20 хиљада страница рукописа од којих је 7 хиљада на српскословенском, а 9 хиљада на народном српском „простом језику“, тринаестак већих и мањих рукописа, делом илуминисаних страница, од беседа до реторичког песништва, преписе црквених књига, преводе, пре свега руских аутора. Већи део његових беседа по садржају није оригиналан, него су то најчешће калуђерски записи и преводи из руске богословске мисли XVII века. Како су највећи део његове пастве чинили граничари — шајкаши и њихове породице, почео је да записује своје проповеди онако како их је и говорио. Тако су настале збирке његових проповеди „Мач духовни“ од којих су сачуване две, од укупно три књиге.
Гаврил Стефановић Венцловић је веома занимљива личност. Он је, у својим проповедима, прерачунавао римски новац о ком се говори у Светом писму у новац свога времена, објашњавао је како су изгледале посуде које су се користиле у Палестини, давао је анализу корена речи, објашњавао је јеврејско рачунање времена у једном дану, јеврејске дужинске мере и друго. У Венцловићевим проповедима језик је веома близак народном, он уводи и турцизме и разне друге туђице.
„Да би им учинио разумљивијим и ближим старе теолошке и друге текстове, посрбљивао их је понекад, тако да је језик простих људи често био језик шајкашких паора пун турских речи и анахронизама; Св. Петар је тако Јуду хтео ‘ханџарем’ да ‘пронузи’, или је потезао ‘курђелу’; тако је Јуда ‘калаузио’ потери која тражи Христа, Христос је носио опанке...“

## Дело
Значај Венцловићев огледа се и у многим питањима која он разматра у својим недељним проповедима, а која су била непримерена његовом времену:
1. Критички однос према калуђерима;
2. Непотребност празних цркава;
3. Важније је помоћи него празно богомољство;
4. Личне вредности човека изнад су наследних привилегија племства;
5. Трезвен став у односу на положај жене у друштву;
6. Трагичне последице народног примитивизма и незнања;
7. Значај просвећивања — и за спасавање душа, али и рационалан однос према стварним животним потребама;
8. Проповеди са похвалама раду; као и
9. Нападање сујеверја, врачања и одржавања ружних погребних обичаја (даћа).

За свој рад он је 1732. године написао да је писао србско простим језиком на службу сељаком некњижевном..., што је, заправо, парафраза апостола Павла. Венцловић је веровао да се ширућем језуитизму тога доба може супротставити само просвећивањем народа.
„То је питање добило значај због ширења руских штампаних издања, а и због популаризације јеванђелске науке с предикаонице, у оквиру борбе православних Срба против унијаћења и потурања унијатских књига штампаних на рускословенском.”
У његовим проповедима постоји неколико циклуса, од којих су најзанимљивији они у којима су проповеди заправо слободно препричани догађаји из Светога писма. Тако постоје проповеди: 
- Прича о Давидовом греху;
- Давид и Саул;
- Прича о прекрасном Јосифу;
- Шарена риза Ахарова;
- Милосрдни Самарјанин;
- Шетачи по мору;
- Кладенац Јаковљев (у којем он чини спој Старога и Новога завета);
- Бесови Христу говоре;
- Прича о Сејачу;
- Данил;
- Војска ваздушна;
- Мојсеов (Мојсијев) штап;
- Мана с неба, Змија од туча;
- Јонатанов мед;
- Авесалом дугокоси, Гедеонове тестије;
- Кћи Иродијадина итд.

Он је за потребе својих проповеди, преводио Свето писмо на народни језик. Тако је настао обимнији део његове заоставштине, који се датира у период од 1732. до 1746. године. Очигледно је да Венцловићев стил и језик у проповедима има своје порекло и да је то, у правом смислу речи, библијски стил. За црквене потребе користио је рускословенски језик, односно руску редакцију старословенског језика, а беседе је писао на народном језику, тако да га сви могу разумети.
У Венцловићевим прерадама сакралних текстова којима не недостаје утицај народне фолклорне традиције назиру се основе будуће српске фантастичне прозе. Више од сто година пре Вука Караџића и Ђуре Даничића, Венцловић је преводио — парафразирао, односно на народни језик преводио и препричавао библијске текстове, и користио их као потку за своје проповеди.
„У Венцловићевом обимном делу налази се, у ствари један слободан, али ванредно песнички и успео превод готово целе Библије, и када би се ти одломци расути у виду цитата и парафраза скупили и систематизовали, ми бисмо схватили да смо имали један класичан превод Светог писма стотину и више година пре појаве Вуковог и Даничићевог, а на истом уметничком нивоу. И то на језику тачном и готово исто тако чистом као што је био језик двојице наших класичних преводилаца Библије...“
Погледајмо напоредо два стиха из Исаије 5, 1.2 у преводу Венцловића и Даничића:
Венцловић (око 1740. године)„Виноград обљубљеному би посађен на брду, на лепоме виделу месту. Врло га — вели Господ — с плотом и с кољем обградих. Добру по избору лозу у њему посадих...“
Даничић (око 1860. године)„Драги мој има виноград на родну брдашцу. И огради га и отријеби из њега камење. И насади га племенитом лозом...“
или, из Новога завета, Друга Петрова 2, 9.10:
Венцловић (око 1740. г.)„Зна, рече, Господ благочастиве от напасти ослобођивати, а неправеднике по судњому дну у муки вечној чувати, а најотвише оне којино се све за тим дају, и скрнаве се у телесној жељи блудно...“
Караџић (око 1840. г.)„Зна Господ побожне избављати од напасти, а неправеднике мучећи чувати за дан судни; а особито оне који иду за тјелеснијем жељама нечистоте...“
Како каже проф. Владимир Мошин у својој студији о Вуковом преводу Новога завета, поређење Венцловићевог и Вуковог превода у већини случајева показује тачност смисла у сличним реченицама уз више-мање различит ред речи. „Поред све неустаљености у правопису, несигурности у облицима и шаренила у речнику, задивљује Венцловићева смелост и слобода у односу на примену каснијег Вуковог начела — не преводити речи него смисао.“
Венцловић је аутор и прве српске драме, односно драме на српском језику. То је сакрална, благовештанска драма о разговору арханђела Гаврила и девојке Марије: „Удворење архангела Гаврила девојци Марији“, настала 1743. године.
Сав Гаврилов индивидуални рад као и деловање других свештеника (Рајић) на крају XVIII века, говоре како је већ тада увелико била сазрела потреба за преводом Светога писма на српски народни језик. Било је и других покушаја у том правцу. Године 1794, у српским новинама штампаним у Бечу „Славјаносерпским Вједомостима“ — Сретен (Стефан ?) Новаковић, издавач Доситејевих и Рајићевих књига објавио је да се ради на српском преводу Светога писма и да ће га штампати до краја године. Тај превод се никада није појавио, а претпоставља се да је мотив зашто је хтео да га објави, била борба против унијаћења Срба. Превођење Светога писма на српски језик имало је за Србе у тадашњој Аустрији исти значај као што је имало протестантско превођење Библије на народни језик. Вероватно да је то један од основних разлога зашто су аустријске власти идеју спречавале, па је Новаковић, већ 1796. године, био принуђен да своју штампарију прода универзитету у Будимпешти.
„Обе ове чињенице — популаризација Светога писма у проповедима Гаврила Венцловића, ватреног борца против Уније, и Новаковићева намера да изда превод Библије — упућују на посебан значај тог питања у оквиру борбе српског народа против унијаћења.“

## Превод на савремени српски језик
Гаврил Стефановић Венцловић: Црни биво у срцу. Избор, предговор и редакција Милорад Павић, Београд, Просвета, 1966.